# Jenő Hubay
Jenő Hubay (von Szalatna) (født 15. september 1858 i Budapest, Ungarn - død 12. marts 1937) var en ungarsk komponist, violinist og lærer.
Hubay studerede komposition og violin på Musikkonservatoriet i Budapest, han studerede videre i Berlin og i Paris og fik vejledning af Franz Liszt. Han har skrevet fire symfonier, orkesterværker, koncertmusik, operaer, balletmusik og solostykker for mange instrumenter etc. Hubay var fra 1882 lærer i violin på Musikkonservatoriet i Bruxelles, og fra 1886 på Franz Liszt Musikkonservatoriet i Budapest. Hubays violinspil blev meget beundret og værdsat af Johannes Brahms.

## Udvalgte værker
- Symfoni nr. 1 (i H-dur) (1885) - for orkester
- Symfoni nr. 2 (i C-mol) (1914) - for orkester
- Symfoni nr. 3 "Vita Nuova" (Nyt liv) (1921) - for kor
- Symfoni nr. 4 "Petofi" (1922) - for kor og orkester
- Cellokoncert (1884) - for cello og orkester
- Landlige scener (1879-1891) - for violin og orkester
- Venus af Milo (1908-1909) - opera
- Eleanor (1886-1888) - opera